# Enea Sbarretti
Enea Sbarretti (ur. 27 stycznia 1808 w Spoleto, zm. 1 maja 1884 w Rzymie) – włoski duchowny katolicki, kardynał, stryj kardynała Donato Raffaele Sbarrettiego.

## Życiorys
W 1830 przyjął święcenia kapłańskie. Od 1853 do 1875 był audytorem Trybunału Roty Rzymskiej. W latach 1875–1877 sprawował urzędy sekretarza Kongregacji ds. Biskupów i Zakonników oraz konsultora Świętego Oficjum. 12 marca 1877 Pius IX wyniósł go do godności kardynalskiej, natomiast 20 marca 1877 nadał mu tytularną diakonię Santa Maria ad Martyres. Wziął udział w Konklawe 1878, wybierającym Leona XIII. Od 1878 do śmierci zajmował stanowisko prefekta do spraw ekonomicznych Kongregacji Rozkrzewiania Wiary.